# جيفري تشيكرز
جيفري تشيكرز (مواليد 30 مايو 1943) هو مبارز بالسيف من الولايات المتحدة، مثّل بلاده في الألعاب الأولمبية الصيفية 1968.

## روابط رياضية
جيفري تشيكرز على موقع أوليمبيديا (الإنجليزية)